# Blake Wesley
Blake Carrington Wesley (South Bend, Indiana, 16 de marzo de 2003) es un jugador de baloncesto estadounidense que pertenece a la plantilla de los Portland Trail Blazers de la NBA. Mide 1,91 metros y juega en la posición de escolta. 

## Trayectoria deportiva

### Instituto
Wesley jugó para la escuela secundaria James Whitcomb Riley en South Bend, Indiana. Como júnior, promedió 26 puntos y 6,3 rebotes por partido. En su temporada sénior, Wesley promedió 27,1 puntos, 6,1 rebotes y 2,5 robos por partido, lo que llevó a Riley al título seccional de Clase 4A. Fue incluido en el equipo All-Star del estado de Indiana.

### Universidad
Jugó una temporada con los Fighting Irish de la Universidad de Notre Dame, en la que promedió 14,4 puntos, 3,7 rebotes, 2,4 Asistencias y 1,3 robos de balón por partido, Fue incluido en el segundo mejor quinteto de la Atlantic Coast Conference y en el mejor quinteto de novatos.
El 30 de marzo de 2022, se declaró elegible para el draft de la NBA, renunciando a su elegibilidad universitaria restante.

#### Estadísticas
| Año     | Equipo     | PJ | PT | MPP  | %TC  | %3P  | %TL  | RPP | APP | ROB | TPP | PPP  |
| ------- | ---------- | -- | -- | ---- | ---- | ---- | ---- | --- | --- | --- | --- | ---- |
| 2021–22 | Notre Dame | 35 | 28 | 29.3 | .404 | .303 | .657 | 3.7 | 2.4 | 1.3 | .1  | 14.4 |

### Profesional
Fue elegido en la vigesimoquinta posición del Draft de la NBA de 2022 por los San Antonio Spurs. Debutó en la NBA el 28 de octubre de 2022 anotando 10 puntos ante Chicago Bulls. Esa temporada alternó encuentros con el equipo filial de la G League, los Austin Spurs, disputando 37 encuentros con el primer equipo, uno de ellos como titular.
Tras tres temporadas en San Antonio, el 8 de julio de 2025, es traspasado junto a Malaki Branham a Washington Wizards, a cambio de Kelly Olynyk. Pero el 19 de julio es cortado por los Wizards sin llegar a debutar. Días después, el 22 de julio, firma con Portland Trail Blazers.

## Estadísticas de su carrera en la NBA

### Temporada regular
| Año     | Equipo      | PJ  | PT | MPP  | %TC  | %3P  | %TL  | RPP | APP | ROB | TPP | PPP |
| ------- | ----------- | --- | -- | ---- | ---- | ---- | ---- | --- | --- | --- | --- | --- |
| 2022-23 | San Antonio | 37  | 1  | 18.1 | .321 | .385 | .591 | 2.2 | 2.7 | .7  | .1  | 5.0 |
| 2023-24 | San Antonio | 61  | 3  | 14.4 | .474 | .218 | .667 | 1.5 | 2.7 | .5  | .1  | 4.4 |
| 2024-25 | San Antonio | 58  | 0  | 11.8 | .435 | .293 | .623 | 1.1 | 2.0 | .6  | .1  | 3.7 |
| Total   | Total       | 156 | 4  | 14.3 | .409 | .297 | .634 | 1.5 | 2.4 | .6  | .1  | 4.3 |